# Polystichum hecatopterum
Polystichum hecatopterum är en träjonväxtart som beskrevs av Friedrich Ludwig Diels. Polystichum hecatopterum ingår i släktet Polystichum och familjen Dryopteridaceae. Inga underarter finns listade.